# Laßnitzhöhe
Laßnitzhöhe is een gemeente in de Oostenrijkse deelstaat Stiermarken, en maakt deel uit van het district Graz-Umgebung.
Laßnitzhöhe telt 2702 inwoners.
Attendorf ·
Brodingberg ·
Deutschfeistritz ·
Dobl ·
Edelsgrub ·
Eggersdorf bei Graz ·
Eisbach ·
Feldkirchen bei Graz ·
Fernitz ·
Frohnleiten ·
Gössendorf ·
Grambach ·
Gratkorn ·
Gratwein ·
Großstübing ·
Gschnaidt ·
Hart bei Graz ·
Hart-Purgstall ·
Haselsdorf-Tobelbad ·
Hausmannstätten ·
Hitzendorf ·
Höf-Präbach ·
Judendorf-Straßengel ·
Kainbach bei Graz ·
Kalsdorf bei Graz ·
Krumegg ·
Kumberg ·
Langegg bei Graz ·
Laßnitzhöhe ·
Lieboch ·
Mellach ·
Nestelbach bei Graz ·
Peggau ·
Pirka ·
Raaba ·
Röthelstein ·
Rohrbach-Steinberg ·
Sankt Bartholomä ·
Sankt Marein bei Graz ·
Sankt Oswald bei Plankenwarth ·
Sankt Radegund bei Graz ·
Schrems bei Frohnleiten ·
Seiersberg ·
Semriach ·
Stattegg ·
Stiwoll ·
Thal ·
Tulwitz ·
Tyrnau ·
Übelbach ·
Unterpremstätten ·
Vasoldsberg ·
Weinitzen ·
Werndorf ·
Wundschuh ·
Zettling ·
Zwaring-Pöls
- Gemeinsame Normdatei: 4592095-3
- Virtual International Authority File: 241867497